# Lille Métropole Musée d'art moderne, d'art contemporain et d'art brut
Het Lille Métropole Musée d'art moderne, d'art contemporain et d'art brut (Lille Métropole Museum voor Moderne Kunst, Hedendaagse Kunst en Art Brut), kortweg Lille Métropole Musée d'art moderne (LaM), voorheen Musée d'Art moderne de Villeneuve-d'Ascq (Museum voor Moderne Kunst van Villeneuve-d'Ascq), is een zeer groot Frans museum gevestigd in Villeneuve-d'Ascq.

## Geschiedenis
Het LaM werd geopend in 1983 om de kunstcollectie van Geneviève en Jean Masurel te herbergen. In 1999 werd het museum uitgebreid met een collectie art brut, een gift van de vereniging L'Aracine.
In 2002 werd Manuelle Gontrand de winnares van het gehouden concours voor de herstructurering en uitbreiding van het museum. Het museum sloot in september 2006 zijn deuren voor de renovatie. Sinds 25 september 2010 is het museum opnieuw geopend voor publiek.

## Bouwstijl
Het museum werd in 1983 gebouwd en is ontworpen door de architect Roland Simounet. In 2010 werd het door Manuelle Gautrand uitgebreid met 2.700 m².

## Collectie
Het LaM beschikt over 4.000 m² expositieruimte en is het enige museum in Europa waar de voornaamste componenten van de kunst uit de 20e en 21e eeuw onder één dak te zien zijn: moderne kunst, hedendaagse kunst en art brut. De collectie geniet internationale bekendheid en omvat meesterwerken van Pablo Picasso, Amedeo Modigliani, Joan Miró, Georges Braque, Fernand Léger en Alexander Calder en de grootste collectie art brut in Frankrijk. Het LaM bezit ook een beeldenpark en een bibliotheek.

### Moderne kunst

Avondlijke figuur van Paul Klee (1935)

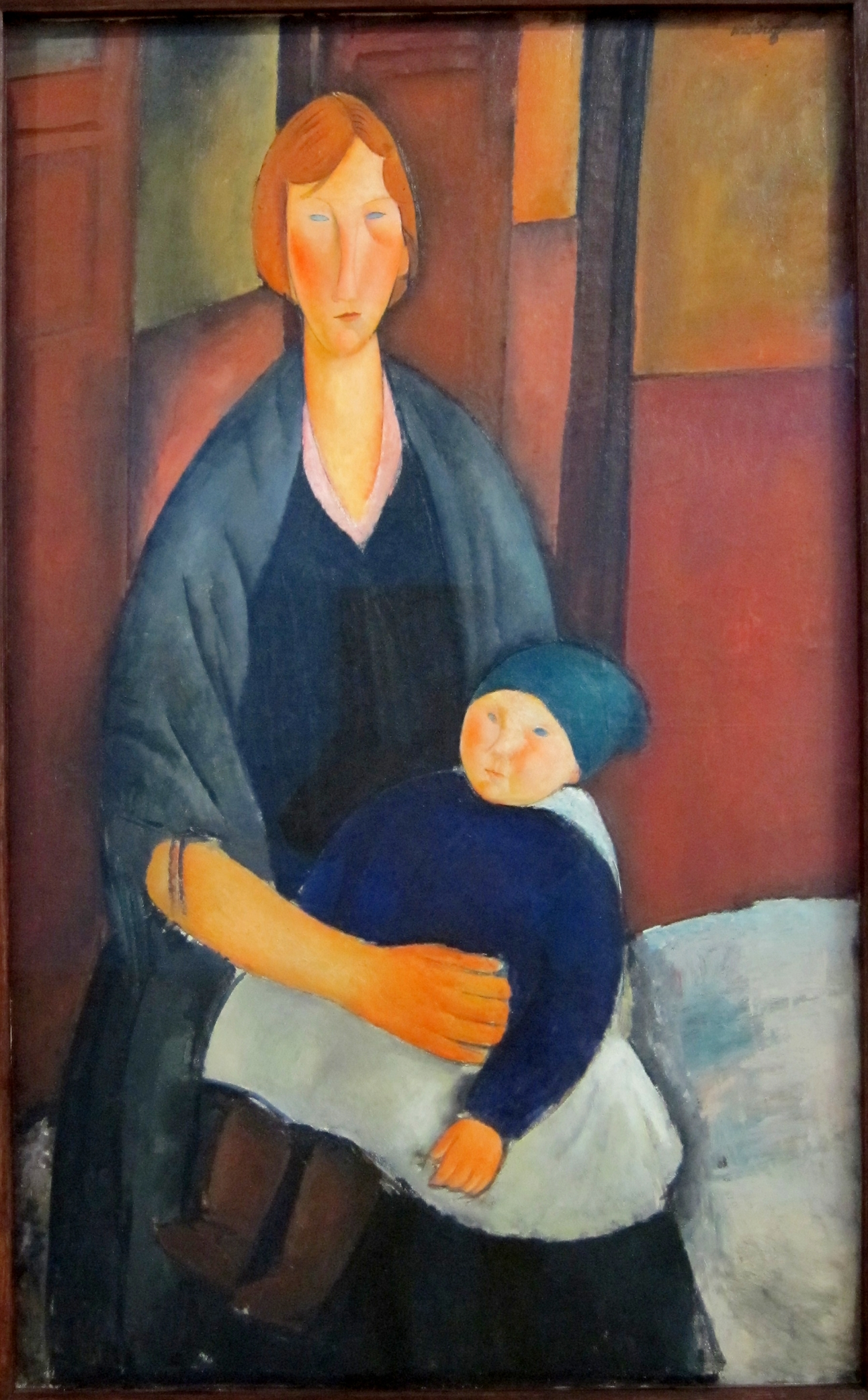
Moederschap van Amedeo Modigliani (olieverf op doek, 1919)

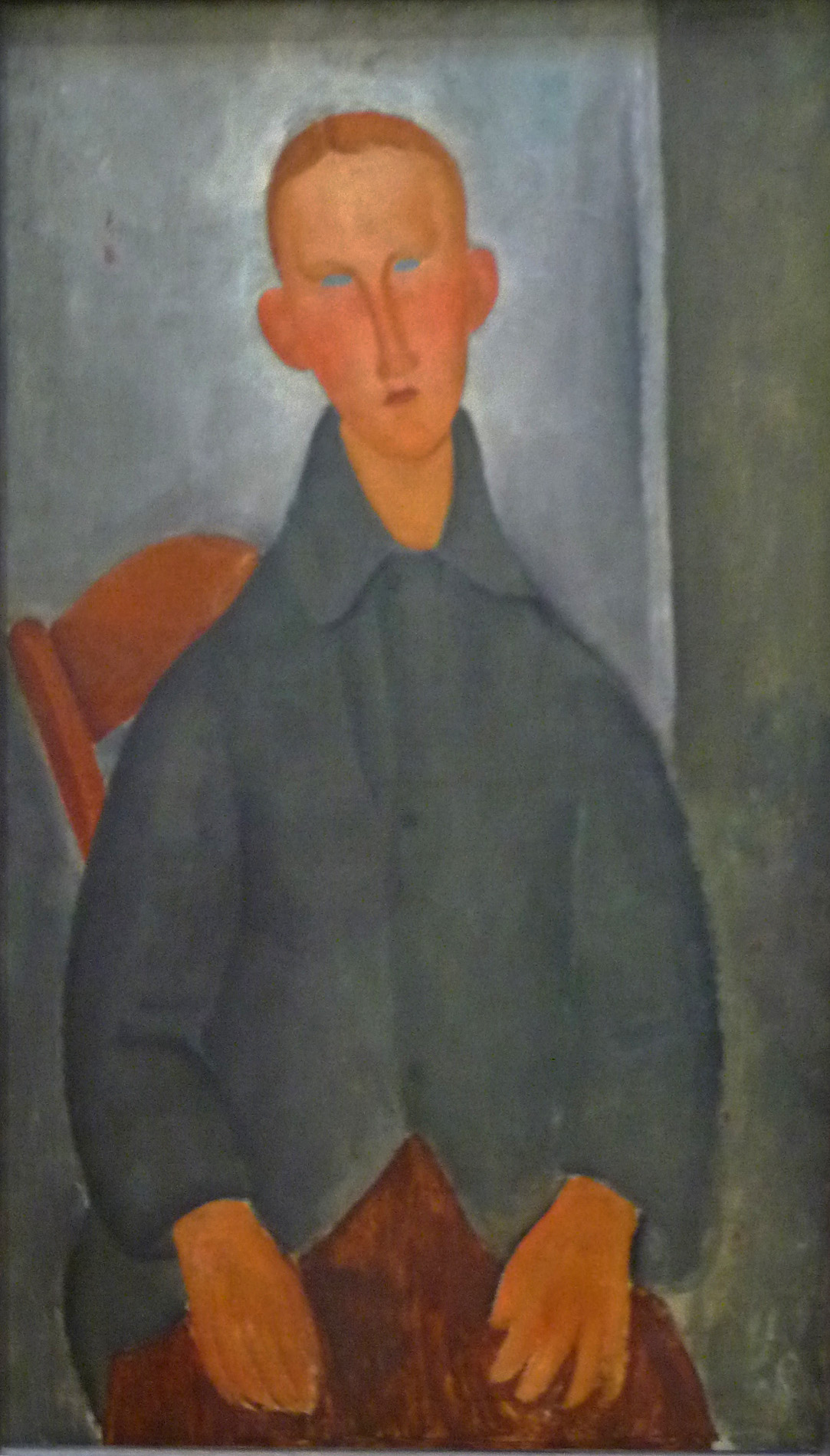
Roodharig jongetje van Amedeo Modigliani (olieverf op doek, 1919)

- Georges Braque, La Joueuse de mandoline (1917)
- Georges Braque, Le petit éclaireur (1913)
- Georges Braque, Les Usines de Rio Tinto à l’Estaque (1910)
- Georges Braque, Maisons et arbre (1907-1908)
- Bernard Buffet, La Lapidation (1948)
- André Derain, La danse II (ca. 1906)
- André Derain, Le Parc des Carrières Saint-Denis (1909)
- Roger de La Fresnaye, Soldat fumant (1919)
- Wassily Kandinsky, Composition (1928)
- Paul Klee, 17 épices (1931)
- Paul Klee, Abendliche Figur
- Henri Laurens, Bouteille et verre (1919)
- Henri Laurens, Les instruments (1928)
- Fernand Léger, Femme au bouquet (1924)
- Fernand Léger, Le Mécanicien (1918)
- Fernand Léger, Paysage (1914)
- Eugène Leroy, Silhouettes de femmes (ca. 1950)
- Joan Miró Peinture (1933)
- Joan Miró, Peinture (1927)
- Joan Miró, Trois personnages sur fond noir (1934)
- Amedeo Modigliani, Nu assis à la chemise (1917)
- Amedeo Modigliani, Maternité (1919)
- Amedeo Modigliani, Moïse Kisling (1916)
- Amedeo Modigliani, Petit garçon roux (1919)
- Amedeo Modigliani, Tête de femme (ca. 1913)
- Pablo Picasso, Homme nu assis (1908-1909)
- Pablo Picasso, Le Bock (1909)
- Pablo Picasso, Nature morte espagnole (Sol y sombra) (1912)
- Nicolas de Staël, Composition sur fond gris (1943)
- Maurice Utrillo, Rue de Saint-Louis-en-l’Isle (1918)
- Kees van Dongen, Femme lippue (1909)
- Arthur Van Hecke, Intérieur d’atelier (1954)
- Arthur Van Hecke, Portrait de Roger Dutilleul (1954)

### Hedendaagse kunst
- Lewis Baltz
- Christian Boltanski
- Daniel Buren, Cabane éclatée aux trois peaux (2000)
- Eugène Dodeigne, Personnage debout (1948)
- François Dufrêne, L’Opéra d’Aran (1965)
- Robert Filliou
- Barry Flanagan, The Boxing Ones (1985)
- Allan McCollum, Perfect vehicules (1988)
- Annette Messager, Faire des cartes de France (2000)
- Dennis Oppenheim
- kunstenaarscollectief uit Lille Qubo Gas, Paper moon (2009)
- Jean-Michel Sanejouand, Espace-peinture, 21.1.1985 (1985)
- Pierre Soulages, Peinture 222 X 175 cm (1983)
- Jacques Villeglé, DC Lille rue Littré (2000)

### Art brut

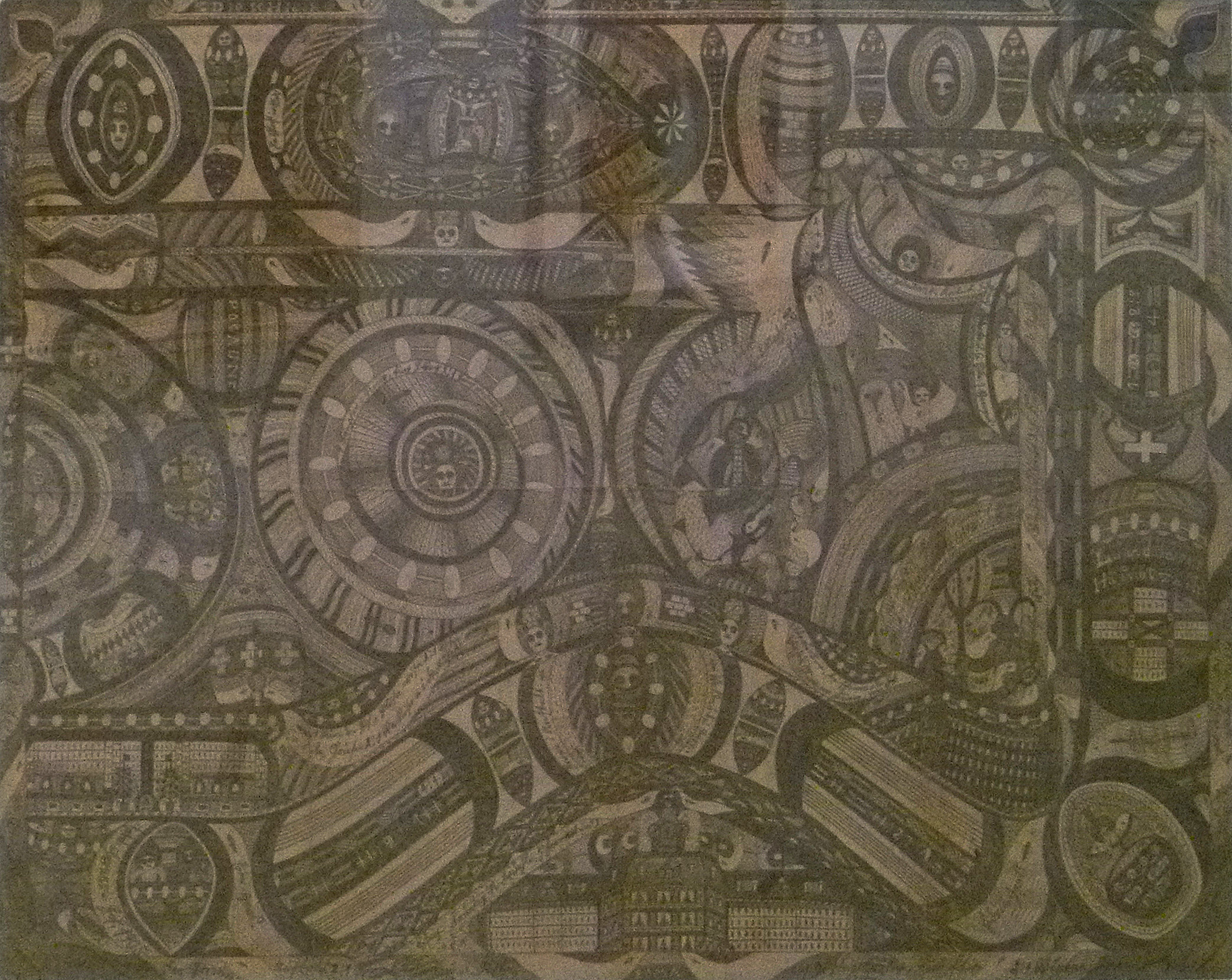
Hotel Berner-Hof van Adolf Wölfli, detail (potlood op papier, 1905)

- Aloïse Corbaz, sans titre (tussen 1918 en 1964)
- Aloïse Corbaz, Noël / Château de Blümenstein / Ange (ca. 1940-1945)
- Anoniem geroepen les Barbus Müller, Tête avec coiffe (19–?)
- Fleury Joseph Crépin, Tableau merveilleux n° 35 (1948)
- Fleury Joseph Crépin, Tableau n° 282 (1945)
- Henry Darger, At Phelantonberg. They are persued but rescued by the Christian soldiers (voordien 1973)
- Auguste Forestier, Personnage à profil d’aigle (1935-1949)
- Madge Gill, Sans titre (1923-1932)
- Madge Gill, Sans titre (1954)
- Pascal-Désir Maisonneuve, La reine Victoria (ca. 1927-1928)
- Jules Leclercq
- Augustin Lesage, Composition décorative (1936)
- Augustin Lesage, L’Esprit de la pyramide (1926)
- Augustin Lesage, Les Mystères de l'Antique Égypte (1930)
- Guillaume Pujolle, L’Astronome (1946)
- André Robillard, Fusil U.S.A Fichter ARWK (1982)
- Willem Van Genk, Minsk-Moscva (1966-1967)
- Adolf Wölfli
- Carlo Zinelli, Grande fiore verde e giallo, macchina e figure (1968)

### Beeldenpark
- Alexander Calder, Guillotine pour huit (1962)
- Alexander Calder, Reims, Croix du Sud (1970)
- Jean-Gabriel Coignet, Synclinal (1990)
- Richard Deacon, Between Fiction and Fact (1992)
- Eugène Dodeigne, Groupe de 3 personnages (1986)
- Jacques Lipchitz, Le Chant des Voyelles (1931-1932)
- Pablo Picasso, Femme aux bras écartés (1962)
- Jean Roulland, Maternité (19–?)

### Bibliotheek
- Bibliotheek en onderzoekscentrum omvatten een collectie van 40.000 boeken.